# Christian Moser (Komparatist)
Christian Moser (* 22. Januar 1963 in Bonn) ist ein deutscher Komparatist und Professor an der Rheinischen Friedrich-Wilhelms-Universität Bonn. Er ist Vorsitzender der deutschen Gesellschaft für Allgemeine und Vergleichende Literaturwissenschaft.

## Lebenslauf
Moser studierte zwischen 1984 und 1989 Anglistik, Germanistik und Komparatistik in Bonn und Oxford. Es folgten die Promotion 1992 sowie die Habilitation 2003. Im Jahr 2007 nahm er eine Gastprofessur an der Columbia University wahr. Weitere Gastprofessuren folgten 2014 und 2023 an der Ohio State University und der Johns Hopkins University.
Von 2008 bis 2009 war er Professor für Germanistik an der Universität von Amsterdam, seit 2009 hat er den Lehrstuhl für Vergleichende Literaturwissenschaft an der Universität Bonn inne. Seit 2023 ist er zudem Joint Research Professor der University of St Andrews.

## Veröffentlichungen
- Verfehlte Gefühle. Wissen – Begehren – Darstellen bei Kleist und Rousseau, Würzburg: Königshausen & Neumann 1993.
- Buchgestützte Subjektivität. Literarische Formen der Selbstsorge und der Selbsthermeneutik von Platon bis Montaigne, Tübingen: Niemeyer 2006.
- Kannibalische Katharsis. Literarische und filmische Inszenierungen der Anthropophagie von James Cook bis Bret Easton Ellis, Bielefeld: Aisthesis 2005.